# Азар, Алекс
Алекс Майкл Азар II (англ. Alex Michael Azar II) в английской транскрипции Эйзер (/ˈeɪzər/; род. 17 июня 1967, Джонстаун, Пенсильвания, США) — американский юрист и политик, член Республиканской партии. Заместитель министра здравоохранения и социальных служб США (2005—2007), министр здравоохранения и социальных служб США (2018—2021).
Член Ордена святого апостола Андрея (архонт актуариос Вселенского Патриархата, 2021).

## Биография
В 1988 году получил степень бакалавра искусств по управлению и экономике в Дартмутском колледже, окончил Йельскую школу права.
В начале 1990-х годов являлся сотрудником судьи Верховного суда США Антонина Скалиа, затем работал младшим юристом в команде специального прокурора Кеннета Стара, занимавшегося расследованием в связи с импичментом Билла Клинтона.
В 1996—2001 годах являлся партнёром в юридической фирме Wiley Rein & Fielding, в 2001—2005 годах — юрисконсультом Министерства здравоохранения США.
В 2005—2007 годах являлся заместителем министра здравоохранения и социальных служб в администрации Джорджа Буша, затем перешёл в фармацевтическую компанию Eli Lilly and Company, где занял должность вице-президента по корпоративным делам. После победы в 2008 году Барака Обамы на президентских выборах компании на данном посту потребовался демократ, и Азар возглавил американское подразделение транснациональной корпорации — Lilly USA.
В 2016 году состоял в команде Джеба Буша в ходе республиканских праймериз.
13 ноября 2017 года президент Трамп сообщил в своём Твиттере о представлении Алекса Азара на должность министра здравоохранения и социальных служб США. 24 января 2018 года кандидатура Азара была утверждёна Сенатом 55 голосами против 43, а 29 января он принёс присягу и официально вступил в должность.
21 января 2020 года был зафиксирован первый в США случай коронавирусной инфекции COVID-19, и Азар в интервью телекомпании Fox News заверил аудиторию, что правительство готово эффективно контролировать развитие событий, в том числе создать действенную систему ранней диагностики заболевания. 29 января он возглавил целевую группу по борьбе с эпидемией, которая должна была координировать работу различных учреждений.
23 января 2020 года накануне 47-го ежегодного «Марша за жизнь» Азар сделал официальное заявление от имени Министерства здравоохранения в поддержку движения противников абортов, в котором назвал своё ведомство «Министерством жизни».
17 мая 2020 года в интервью CNN заявил, что высокая смертность в США от COVID-19 частично объясняется худшими, чем в среднем по стране, условиями жизни и здравоохранения для части населения, в том числе афроамериканцев и других национальных меньшинств.

## Личная жизнь
Азар является прихожанином Антиохийской православной церкви. Женат, имеет двоих детей. До назначения министром здравоохранения жил с семьёй в Индианаполисе, где сосредоточены американские операции корпорации Eli Lilly.